# Thomas Königshofer
Thomas Königshofer (* 1. Juni 1969) ist ein ehemaliger österreichischer Radrennfahrer und nationaler Meister im Radsport.

## Sportliche Laufbahn
Königshofer war im Bahnradsport aktiv, bestritt aber auch Straßenrennen. Bei den Bahnradsport-Weltmeisterschaften 1989 in Lyon gewann er die Bronzemedaille im Steherrennen der Amateure. 1991 gewann er die nationale Meisterschaft in der Mannschaftsverfolgung.
In der Österreich-Rundfahrt 1993 wurde er 86.

## Familiäres
Er ist der jüngere Bruder von Roland Königshofer, der ebenfalls Radrennfahrer war und Onkel des Fußballers Lukas Königshofer.